# Alpanseque
Alpanseque é um município da Espanha na província de Sória, comunidade autónoma de Castela e Leão, de área 54,62 km² com população de 93 habitantes (2006) e densidade populacional de 1,7 hab./km².

## Demografia
| Variação demográfica do município entre 1991 e 2004 | Variação demográfica do município entre 1991 e 2004 | Variação demográfica do município entre 1991 e 2004 | Variação demográfica do município entre 1991 e 2004 |
| --------------------------------------------------- | --------------------------------------------------- | --------------------------------------------------- | --------------------------------------------------- |
| 1991                                                | 1996                                                | 2001                                                | 2004                                                |
| 135                                                 | 119                                                 | 98                                                  | 98                                                  |